# Bad Homburg vor der Höhe
Bad Homburg vor der Höhe ili samo Bad Homburg kako ga stanovnici zovu, je grad u njemačkoj pokrajini Hessen od 52.528 stanovnika, poznat kao ladanjski grad i termalno kupalište, a i po svom kasinu, kao njemački Monte Carlo.

## Zemljopis
Bad Homburg vor der Höhe leži na južnim obroncima masiva Taunus, udaljen 16 km sjeverno od Frankfurt na Majni, s kojim je spojen u konurbaciju Frankfurt Rajna-Majna u kojoj živi 5.600.000 stanovnika.

## Povijest
Bad Homburg se kao naselje prvi put spominje u zapisima iz 12. stoljeća, često je mijenjao gospodare. Od 1521. postao je posjed landgrafova Hessena, pod njima je kasnije postao nezavisni grad, i bio od 1622. do 1866. dio Kneževine Hessen-Kassel.
Za grad je bila značajna 1834. kad su ponovno otkriveni elizabetanski termalni izvori, koje su inače koristili još Rimljani. Ubrzo nakon tog otkrića izgrađena su prva kupališta, a 1841. i prvi kasino oko kojeg je iznikao čitav novi ladanjski grad. Bad Homburg je postao destinacija međunarodne mondene elite (osobito su ga voljeli Rusi). 
Jedan od njegovih čestih gostiju bio je i engleski princ Edvard VII. Uz njega je vezana jedna zgoda iz 1890. on je iz vica posudio od lokalnog policajca njegov neobični - šešir, koji mu se dopao pa ga je stalno nosio. Ubrzo je ušao u modu i bio poznat kao šešir Homburg

## Znamenitosti
Najveća znamenitost grada je Palača landgrafova izgrađena 1680. – 1685. s tornjem iz 12. stoljeća i zgrada kockarnice. 
Pored Bad Homburga nalazi se arheološko nalazište Saalburg, koji je za antičkog Rima bio granična utvrda. Ona je otkrivena i potpuno rekonstruirana u 19.  stoljeću.

## Gospodarstvo
Gospodarstvo Bad Homburga i danas se vrti oko kupališta i kockarnice, iako u najnovije vrijeme ima puno malih visokotehnoloških firmi koje se bave softverom i elektronikom. 
Ipak dobar dio građana Bad Homburga samo spava u njemu, a radi u obližnjem Frankfurtu. 

## Gradovi partneri
Bad Homburg ima gradska partnerstva sa sljedećim gradovima: 
| - Chur - Dubrovnik - Exeter | - Mariánské Lázně - Mayrhofen - Peterhof | - Terracina - Mondorf-les-Bains - Cabourg |

## Galerija
- Kurhaus
- Elisabethenbrunnen
- Kaiser-Wilhelms-Bad
- Dvorac

## Vanjske poveznice
- Službene stranice grada  Arhivirana inačica izvorne stranice od 22. srpnja 2012. (Wayback Machine)
- Bad Homburg na portalu Encyclopædia Britannica